# سدالیا (کلرادو)
سدالیا (به انگلیسی: Sedalia) یک منطقهٔ مسکونی در ایالات متحده آمریکا است که در شهرستان داگلاس، کلرادو واقع شده‌است. سدالیا ۳٫۵ کیلومتر مربع مساحت و ۲۰۶ نفر جمعیت دارد و ۱٬۷۸۰ متر بالاتر از سطح دریا واقع شده‌است.